# Лакхнау

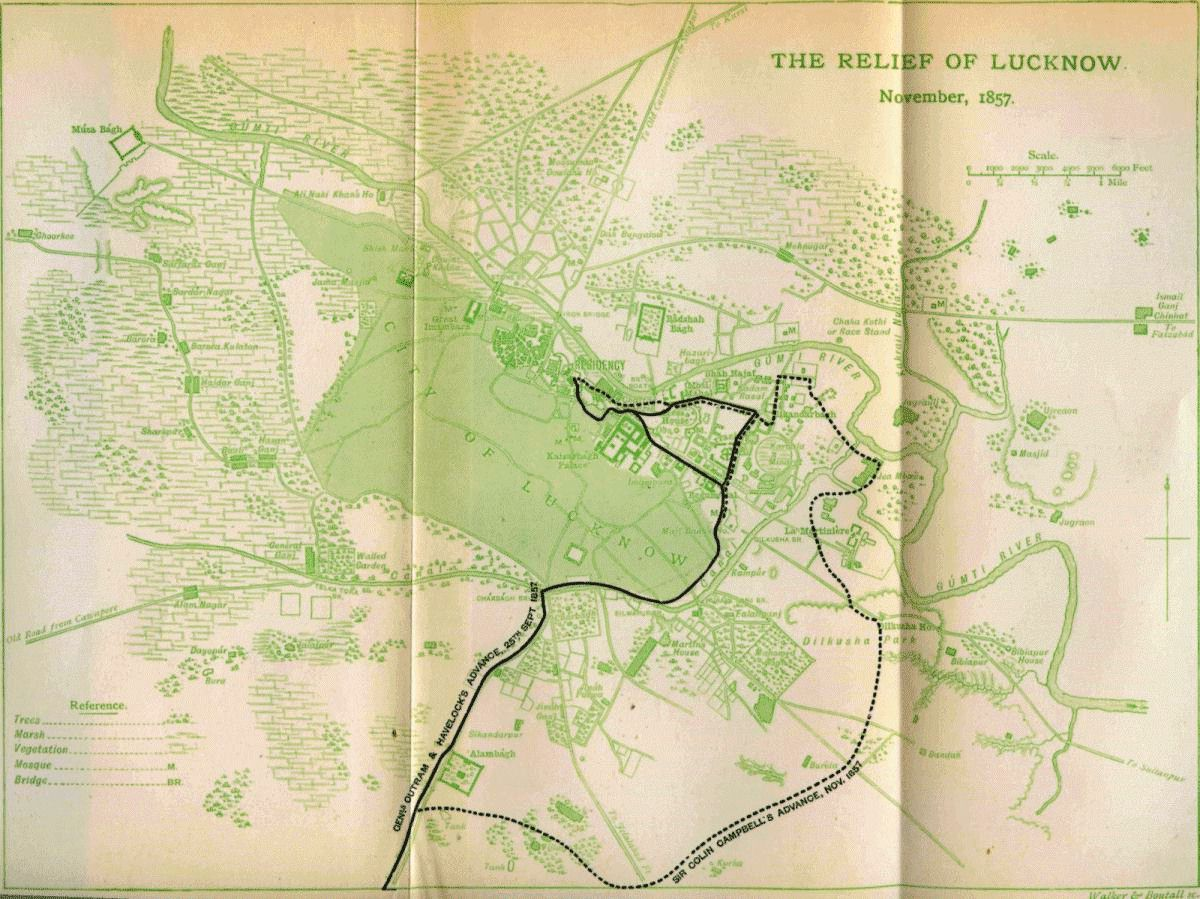
Стара карта міста

26°51′38″ пн. ш. 80°54′57″ сх. д. / 26.86056° пн. ш. 80.91583° сх. д.
Лакхна́у, Лакнау (англ. Lucknow; гінді लखनऊ; урду لکھنو) — місто в Індії, столиця штату Уттар-Прадеш, розміщеного на півночі країни.
Місто розкинулося на Гангській низовині, на одній з лівих приток річки Ганг — Гоматі.
Населення міста — 2 185 927 осіб (2001; 496,8 тис. в 1951), в агломерації — 2,3 млн осіб.
Залізничний вузол. З вересня 2017 року в місті працює метрополітен.
У місті розвинені бавовняна, шкіряна, паперова та поліграфічні галузі промисловості.

## Історія
В 1528 році місто захоплює Бабур, перший могольський правитель Індії. Його онук Акбар робить місто частиною області Авадх. В 1732 році Мухаммад Шах, могольський імператор, назначив віцекоролем Авадху Мохаммеда Аміра Саадат Хана. Він стає засновником династії Навабів.
У XVIII ст. центр ісламу поступово переміщувався з Делі до Авадху. Найбільший розквіт місто отримало при владі Асафа-уд-Даула, який в 1775 році переніс столицю Авадху з Файзабада до Лакхнау. Місто перетворилось на культурну столицю Північної Індії, стає важливим центром шиїтської культури та ісламської юриспруденції — у школі Фарангі Махал навчались студенти не тільки з Індії, а й з Китаю та Середньої Азії.
В 1857 році англійські війська взяли місто в облогу на 5 місяців, після якої змістили з влади правителя Ваджида Алі Шаха.

## Уродженці
- Талат Махмуд (1924—1998) — відомий індійський співак.